# Oedipina alleni
Espèce
Statut de conservation UICN

 LC  : Préoccupation mineure
Oedipina alleni est une espèce d'urodèles de la famille des Plethodontidae.

## Répartition
Cette espèce est endémique de l'Amérique centrale. Elle se rencontre jusqu'à 880 m d'altitude :
- dans l'extrême Ouest du Panama ;
- sur le versant Pacifique du Sud-Ouest du Costa Rica.

## Étymologie
Cette espèce est nommée en l'honneur de Paul Allen.

## Publication originale
- Taylor, 1954 : Additions to the known herpetological fauna of Costa Rica with comments on other species. No. I. University of Kansas Science Bulletin, vol. 36, no 9, p. 597-639 (texte intégral).